# روكا كانترانو
روكا كانترانو هي كومونا (بلدية) تابعة لمدينة روما الحضرية في منطقة لاتيوم الإيطالية ، وتبعد حوالي 45 كيلومتر (28 ميل) من شرق روما .
روكا كانترانو البلديات التالية: أغوستا، أنتيكولي كورادو ،كانتيرانو ،سيريتو لازيالي، جيرانو ، مارانو إيكو ،ساراسينيسكو.

## الاشخاص
- فلورستانو دي فاوستو  [لغات أخرى]‏، مهندس معماري ومهندس سياسي